# Cherokee Parks
Pour les articles homonymes, voir Parks.
Cherokee Parks est un joueur professionnel américain de basket-ball né le 11 octobre 1972 à Huntington Beach en Californie. Parks mesure 2,11 m et évoluait aux postes de pivot et d'ailier fort.

## Biographie
Il est né dans une famille de hippies et son enfance est digne d'une famille de bohémiens. Son prénom lui est donné en mémoire de son arrière-grand-mère qui est de la tribu cherokee. Alors qu'au collège, il pratique divers sports (baseball, soccer, football américain), il ne découvre le basket-ball qu'au lycée Marina High School d’Huntington Beach, où il est vite comparé à Bill Walton. Il choisit de ne pas rejoindre UCLA mais Duke en raison du « caractère boisé » du campus.
Au printemps 1991, Parks participe au tournoi McDonald's All-American. À l'été 1991, il participe avec l'équipe des États-Unis au championnat du monde des 19 ans et moins. Les États-Unis remportent la compétition.
Parks fait sa carrière universitaire en première division NCAA dans l'équipe des Blue Devils de l'université Duke entre 1991 et 1995. Il arrive à Duke alors que l'équipe, structurée autour de Christian Laettner, Grant Hill et Bobby Hurley et entraînée par Mike Krzyzewski, vient de remporter le titre universitaire. L'équipe remporte de nouveau le titre universitaire lors de la saison 1991-1992. La cohabitation entre Laettner, enfant de bourgeois et Parks le baba cool est orageuse.
Durant sa deuxième année, en 1992-1993, il tourne à 12,3 points, 6,9 rebonds et 65,2 % de réussite aux tirs, soit le 3e meilleur pourcentage du pays, puis à 14,4 points et 8,4 rebonds en junior. Son année senior est marquée par l'absence de Mike Krzyzewski souffrant et malgré le soutien de Jeff Capel (12,5 points), et de Trajan Langdon (11,3 points), cette saison est la pire de l'histoire récente des Blue Devils. En senior, il s'est monté bon défenseur, bon rebondeur et adroit à trois points à 3 points, ce qui lui garantit d'être drafté dans une année sans pivot dominant.
En 1993, il participe au championnat du monde des 21 ans et moins et remporte la compétition. Il joue encore en équipe nationale lors des Goodwill Games d'été de 1994 (avec Tim Duncan, Michael Finley, Damon Stoudamire ou encore Tyus Edney). Les États-Unis obtiennent la médaille de bronze, battus par l'Italie en demi-finale.
En 1995, après 4 ans aux Blue Devils, Parks se présente à Draft 1995 de la NBA. Il est choisi au premier tour, en douzième position, par les Dallas Mavericks. Il évolue ensuite dans différentes franchises (Minnesota Timberwolves, Vancouver Grizzlies, Washington Wizards, San Antonio Spurs, Los Angeles Clippers et Golden State Warriors) sans jamais vraiment s'imposer. Il met un terme à sa carrière en 2004.
Son prénom fait référence à son arrière-grand-mère qui était cherokee. Sa sœur Corey est la première bassiste du groupe Nashville Pussy.
En août 2011, il signe un contrat avec l'US Aubenas Basket, club français situé à Aubenas qui évolue en quatrième division.
À la suite du décès de son grand-père indien en juillet 2012, Cherokee Parks devient chef de clan et doit donc retourner auprès des siens. Sa collaboration avec Aubenas prend fin.